# Ciara Michel
Ciara Kathleen Michel (Taunton, 2 luglio 1985) è una pallavolista britannica, centrale dell'Athletes Unlimited.

## Biografia
Nata a Taunton, in Inghilterra. Si trasferisce in Florida con la famiglia all'età di dieci anni.

## Carriera

### Club
La carriera di Ciara Michel inizia a livello giovanile con il South Florida e parallelamente a livello scolastico, giocando con la Palmer Trinity School. Prosegue quindi a livello universitario con la Miami (Florida), in NCAA Division I, dove milita dal 2003 al 2007, saltando la prima annata.
Muove i primi passi da professionista partecipando all'Australian Volleyball League con la University Blues, fino al 2010. Nella stagione 2010-11 viene ingaggiata dall'Alemannia, nella 1. Bundesliga tedesca, dove resta per due stagioni. Dopo un'altra annata nella massima divisione tedesca, col Fischbek di Amburgo, nella stagione 2013-14 approda per un biennio al Busto Arsizio, nella Serie A1 italiana.
Nel campionato 2015-16 si trasferisce nella Voleybol 1. Ligi turca, difendendo i colori del Bursa BB, mentre nel campionato seguente è in Francia, dove gioca per il Saint-Raphaël in Ligue A, con cui vince la Supercoppa francese. Nella stagione 2017-18 è nella stessa divisione, ma con l'ASPTT Mulhouse, con cui si aggiudica ancora la Supercoppa francese. Si trasferisce quindi al Venelles, sempre in Ligue A, per l'annata 2019-20.
Nel 2021 torna negli Stati Uniti d'America, dove partecipa alla prima edizione dell'Athletes Unlimited.

### Nazionale
Nel 2011 ottiene le prime convocazioni nella nazionale britannica con cui, nel 2012, prende parte ai Giochi della XXX Olimpiadi di Londra.

## Palmarès

### Club
- Supercoppa francese: 2

2016, 2017

### Premi individuali
- 2017 - Ligue A: Miglior centrale